# TVB電影台
TVB電影台（英語：TVB Movies）是香港無綫網絡電視（2013年前身為無綫收費電視）擁有的一條以播放電影為主的頻道。該台標榜24小時全天候播放，播放電影包括：港產片、亞洲精選電影、動畫電影，及獨家首播邵氏出品的電影，有時亦會播放日本單發版電視劇。

## 記事
2011年1月23日，該頻道以「無綫電影台」和分別作為中文和英文的頻道名稱正式開播，同時正式透過無綫收費電視使用第2頻道收看和now寬頻電視的無綫收費電視特選組合第802頻道播出。
2013年4月1日，無綫網絡電視部分頻道號碼正式更改，其中該頻道將使用原有的第2頻道更改為現有的第12頻道。
2013年4月29日，該頻道將中文名稱的「無綫電影台」更名為「電影台」。
2014年7月14日，該頻道終止播映並被「美亞電影台」取代。

## 播放電影

### 邵氏電影
- Laughing Gor之变节
- 72家租客
- 翡翠明珠
- 抱抱俏佳人
- 醉馬騮
- 我愛HK開心萬歲
- 勁抽福祿壽
- Laughing Gor之潛罪犯(2012年10月6日)
- 2012我愛HK 喜上加囍(2013年2月9日)
- 2013我愛HK 恭喜發財(2013年10月1日)

### 香港電影

#### 全港首播
- 桃姐(2012年12月8日)
- 等我愛你(2013年7月27日)
- 我老婆唔夠秤2：我老公唔生性(2013年8月3日)

#### 曾播放電影
- 2002
- 黑俠
- 黑金
- 雙雄
- 葉問
- 葉問2
- 江湖
- 父子
- 跛豪
- 森冤
- 妄想
- 神話
- 奇蹟
- 鎗王
- 傷城
- 鎗王
- 早熟
- 放·逐
- 暗戰
- 暗戰2
- 玻璃樽
- 龍的心
- 鍾無艷
- 大贏家
- 小親親
- 願望樹
- 黑心鬼
- 半支煙
- 江湖情
- 大事件
- 導火綫
- 整蠱王
- 導火綫
- 恐怖雞
- 無間道
- 無間道II
- 無間道III終極無間
- 行運超人
- 旺角黑夜
- 孤男寡女
- 黑馬王子
- 竊聽風雲
- 流氓醫生
- 英雄本色
- 監獄風雲
- 縱橫四海
- 少林足球
- 絕世好賓
- 整蠱專家
- 麥兜故事
- 阿飛正傳
- 乾柴烈火
- 川島芳子
- 花好月圓
- 知法犯法
- 娛樂之王
- 幻影特攻
- 最佳損友
- 2人三足
- 瘦身男女
- 江湖告急
- 笑傲江湖
- 神經俠侶
- 常在我心
- 新上海灘
- 中華英雄
- 新紮師兄
- 望夫成龍
- 九龍冰室
- 血胎換骨
- 絕代雙驕
- 賭俠2002
- 東方禿鷹
- 同居蜜友
- 不死情謎
- 無限復活
- 絕色神偷
- 童夢奇緣
- 學校風雲
- 韓城攻略
- 精武家庭
- 千杯不醉
- 色情男女
- 富貴逼人
- 有情飲水飽
- 頭文字D
- 倩女幽魂
- 錦繡前程
- 金玉滿堂
- 飛龍再生
- 黑白森林
- 誓不低頭
- 紫雨風暴
- 天生一對
- 川島芳子
- 慳錢家族
- 絕色神偷
- 錦繡前程
- 赤裸特工
- 龍虎風雲
- 我要富貴
- 伊莎貝拉
- 魔幻廚房
- 神奇俠侶
- 傾城之淚
- 戲王之王
- 神經俠侶
- 最強囍事
- 金枝玉葉2
- 絕世好Bra
- 嫁個有錢人
- 老夫子2001
- 失憶界女王
- 秋天的童話
- 一蚊雞保鑣
- 97家有囍事
- 表姐你好嘢
- 情迷大話王
- 黃飛鴻笑傳
- 福星闖江湖
- 安娜與安娜
- 打雀英雄傳
- 阿郎的故事
- 肥貓流浪記
- 神偷次世代
- 給爸爸的信
- 每當變幻時
- 特警新人類
- 特警新人類2
- 我左眼見到鬼
- 慈禧秘密生活
- 武狀元蘇乞兒
- 家有囍事2009
- 至尊計狀元才
- 我老婆唔夠秤
- 百分百感覺2003
- 再說一次我愛你
- 嚦咕嚦咕新年財
- 嚦咕嚦咕對對碰
- 不是冤家不聚頭
- 這個夏天有異性
- 七月十三之龍婆
- 倩女幽魂
- 倩女幽魂II人間道
- 陰陽路4與鬼同行
- 倩女幽魂II人間道
- 烈火戰車2極速傳說
- 古惑仔3之隻手遮天
- 賭俠2之上海灘賭聖
- 黃飛鴻之西域雄獅
- 黃飛鴻之二男兒當自強
- 黃飛鴻之三獅王爭霸
- 黃飛鴻92之龍行天下
- 西遊記第壹佰零壹回之月光寶盒
- 西遊記大結局之仙履奇緣

### 亞洲精選電影
- 夜宴
- 西風烈(全港首播)
- 花水木(全港首播)
- 詭書(全港首播)
- 東京同棲生活(全港首播)
- 樂園(全港首播)
- 極速緋聞
- 追擊者
- 天國的郵差(全港首播)
- 我的19歲(全港首播)
- 婚禮之後(全港首播)
- 巨聲媽媽(全港首播)
- 夢想成真(全港首播)
- 愛情差錯覺（英语：The Relation of Face, Mind and Love）(全港首播)
- 盜寶三角錯(全港首播)
- 鬼太郎2 - 千年咒歌
- 怪人二十面相傳
- 追兇直播(全港首播)
- 我和尋回犬的十個約定
- 濃情美髮院（日语：パーマネント野ばら）(全港首播)
- 我與妻子的1,778個故事(全港首播)
- 開心直航
- 愛情寫上癮（日语：恋愛戯曲#映画）(全港首播)
- 我的機械人女友
- 愛情喜劇(全港首播)
- SP特警 野望篇(全港首播)
- SP特警 革命篇(全港首播)
- 鐵拳浪子(全港首播)
- 穿越時空地下鐵（日语：地下鉄に乗って）(全港首播)
- 海猿：終極搶救(全港首播)
- 翻滾吧！阿信(2012年6月9日)(全港首播)
- 柯南之怪雀殺人事件簿(2012年7月2日)(全港首播)
- 賽德克·巴萊 太陽旗(2012年7月14日)(全港首播)
- 賽德克·巴萊 彩虹橋(2012年7月21日)(全港首播)
- 夏日樂悠悠(2012年8月4日)(全港首播)
- 生死快遞(2012年9月1日)(全港首播)
- 天之吻(2012年9月8日)(全港首播)
- 勁舞Dancing Queen(2012年10月2日)(全港首播)
- 畫壁(2012年11月10日)(全港首播)
- 人鬼情未了(2012年11月17日)(全港首播)
- 寵物情人（英语：You're My Pet (film)）(2012年11月24日)(全港首播)
- 白色榮光大電影：急症室風雲(2013年1月1日)(全港首播)
- 亂馬1/2(2013年1月5日)(全港首播)
- 新天生一對(2013年1月12日)(全港首播)
- 街角洋果子店（日语：洋菓子店コアンドル）(2013年3月2日)(全港首播)
- 一頁台北(2013年3月3日)(全港首播)
- Mr. Idol愛回歸(2013年4月1日)(全港首播)
- 女孩壞壞(2013年4月20日)(全港首播)
- 10+10(2013年5月11日)(全港首播)
- 型警做MODEL(2013年5月17日)(全港首播)
- 忍者亂太郎(2013年5月18日)(全港首播)
- (2013年5月25日)(全港首播)
- (2013年6月1日)(全港首播)
- 羅馬浴場(2013年6月8日)(全港首播)
- 同窗校誘（日语：アフタースクール (映画)）(2013年6月23日)(全港首播)
- (2013年7月6日)(全港首播)
- 搵鬼打官司(2013年7月13日)(全港首播)
- (2013年7月20日)(全港首播)
- “毛”法不愛你(2013年8月10日)(全港首播)
- (2013年8月17日)(全港首播)
- 家有刁妻(2013年8月24日)(全港首播)
- 巴黎戀愛寫真(2013年8月31日)(全港首播)
- (2013年9月21日)(全港首播)
- 盲證(2013年9月28日)(全港首播)
- 失匙殺手(2013年11月30日)(全港首播)

### 動畫電影
- 寵物小精靈：決戰時空之塔（2011年1月31日）
- Keroro軍曹大電影（2011年2月1日）
- Keroro軍曹大電影2：決戰水著兵團（2011年2月2日）
- Keroro軍曹大電影3：天空大作戰（2011年2月3日）
- 寵物小精靈：騎拉帝納與冰空之花束（2011年3月20日）(全港首播)
- 大雄與綠之巨人傳（2011年4月17日）
- 我們這一家大電影[[[Wikipedia:格式手册/链接#章節|錨點失效]]]（2011年4月22日）
- 小白獅（2011年4月23日）
- 太陽王傳說（2011年4月24日）
- 崖上的波兒（2011年4月25日）
- 多啦A夢宇宙漂流記(2011年5月22日)
- 機動戰士00 - 先驅者的醒覺(2011年7月9日)(全港首播)
- 北斗之拳系列: 雷奧傳 - 殉愛之章(2011年7月22日)(全港首播)
- 北斗之拳系列: 由利亞傳(2011年7月29日)(全港首播)
- 北斗之拳系列: 雷奧傳 - 激鬥之章（2011年8月6日）(全港首播)
- 北斗之拳系列: 多奇傳（2011年8月13日）(全港首播)
- 火影忍者大電影: 新月島之動物大騷動（2011年8月20日）(全港首播)
- 我們這一家電影版 - 超能力花師奶[[[Wikipedia:格式手册/链接#章節|錨點失效]]]（2011年8月21日）(全港首播)
- 荊棘之王（日语：いばらの王#劇場版）（2011年8月27日）
- Keroro軍曹大電影5：反转复活岛(2011年12月26日)
- 涼宮春日的消失(2011年12月27日)
- 多啦A夢大電影:大雄的人魚大海戰(2012年4月8日)(全港首播)
- 神龍傳說(2012年6月10日)
- 不可思議的冒險(2012年6月24日)
- 最強之道(2012年7月1日)
- 龍珠劇場版:天神之戰(2012年7月8日)
- 龍珠劇場版:地球最強戰(2012年7月15日)
- 龍珠劇場版:地球爭霸戰(2012年7月22日)
- 機動戰士高達UC：獨角獸之日(2012年7月27日)
- 龍珠劇場版:超級撒亞人(2012年7月29日)
- 機動戰士高達UC：紅色彗星(2012年8月3日)
- 機動戰士高達UC：拉普拉斯的亡靈(2012年8月10日)
- 機動戰士高達UC：在重力的井底(2012年8月17日)
- 龍珠劇場版:最強對最強(2012年8月5日)
- 龍珠劇場版:一百億能量戰士(2012年8月12日)
- 龍珠劇場版:超激決戰人造人(2012年8月19日)
- 龍珠劇場版:終極撒亞人(2012年8月26日)
- 龍珠劇場版:銀河最強戰士(2012年9月2日)
- 龍珠劇場版:超能量戰士悟天(2012年9月9日)
- 龍珠劇場版:生化戰士(2012年9月16日)
- 龍珠劇場版:冥界超激戰(2012年9月23日)
- 龍珠劇場版:龍拳爆發(2012年9月30日)
- 東之伊甸劇場版：伊甸之王(2012年12月24日)(全港首播)
- 東之伊甸劇場版：迷失天堂(2012年12月25日)(全港首播)
- 多啦A夢大電影:天方夜譚(2013年2月10日)
- 多啦A夢大電影:迷宮之旅(2013年2月11日)
- 多啦A夢大電影:夢幻三劍士(2013年2月12日)
- 借東西的小矮人 - 亞莉亞蒂(2013年3月29日)
- 銀魂劇場版新譯紅櫻篇(2013年3月30日)
- 鋼之鍊金術師嘆息之丘的聖星(2013年3月31日)
- 麥兜噹噹伴我心(全港首播)(2013年6月29日)
- 紅花坂上的海(2013年6月30日)
- 寵物小精靈阿爾宙斯超克的時空(2013年7月1日)
- 寵物小精靈幻影的霸者索羅亞克(2013年7月3日)
- 火影忍者疾風傳大電影:絆(2013年9月7日)
- 火影忍者疾風傳大電影:火意志的繼承者(2013年9月14日)